# Куманокусуби
Куманокусуби — божество в японской мифологии. Пятый сын Аматэрасу.
Некоторые ученые отождествляли этого ками с персонажем сайдзин в храме Кумано Дзиндзя в префектуре Симанэ.

## Имена
Другие имена божества:
- Кумано-но-ошихоми-но-микото,
- Кумано-но-осикума-но-микото,
- Кумано-но-осисуми-но-микото
- Кумано-но-осуми-но-микото[2].

## В мифологии
В «Кодзики» («Записки о древних делах») и «Нихон сёки» («Хроники Японии») он является одним из пяти (или шести в третьей книге «Нихон сёки») божеств, которых воплотил Сусаноо-но-Микото после того, как Аматэрасу дала ему подарки.
Его принято считать сыном Аматэрасу.

## Трактовки
Считается, что имя божества, Кусуби (Кусухи), означает «странный дух», «таинственный божественный дух» или «странный огонь».
С Куманокусуби связывается одноимённое божество из храма Кумано Начи Тайся. По другой версии, оно тождественно Идзанами.